# Бланко (Техас)
Бланко (англ. Blanco) — місто (англ. city) в США, в окрузі Бланко штату Техас. Населення — 1682 особи (2020).

## Географія
Бланко розташоване за координатами 30°5′52″ пн. ш. 98°25′13″ зх. д. / 30.09778° пн. ш. 98.42028° зх. д. (30.097881, -98.420360).  За даними Бюро перепису населення США в 2010 році місто мало площу 5,89 км², з яких 5,77 км² — суходіл та 0,12 км² — водойми. В 2017 році площа становила 9,18 км², з яких 9,03 км² — суходіл та 0,15 км² — водойми.

### Клімат
| Клімат : Бланко                   | Клімат : Бланко | Клімат : Бланко | Клімат : Бланко | Клімат : Бланко | Клімат : Бланко | Клімат : Бланко | Клімат : Бланко | Клімат : Бланко | Клімат : Бланко | Клімат : Бланко | Клімат : Бланко | Клімат : Бланко | Клімат : Бланко |
| Показник                          | Січ.            | Лют.            | Бер.            | Квіт.           | Трав.           | Черв.           | Лип.            | Серп.           | Вер.            | Жовт.           | Лист.           | Груд.           | Рік             |
| Середній максимум, °C             | 15,1            | 17,6            | 21,7            | 25,4            | 28,7            | 32,0            | 34,3            | 34,5            | 31,3            | 26,4            | 20,3            | 16,1            | 26,3            |
| Середній мінімум, °C              | 1,1             | 3,2             | 7,3             | 10,9            | 16,1            | 19,8            | 21,1            | 20,7            | 17,8            | 12,3            | 6,6             | 2,2             | 14,6            |
| Норма опадів, мм                  | 45              | 53              | 67              | 68              | 115             | 106             | 51              | 60              | 83              | 106             | 68              | 60              | 883             |
| --------------------------------- | --------------- | --------------- | --------------- | --------------- | --------------- | --------------- | --------------- | --------------- | --------------- | --------------- | --------------- | --------------- | --------------- |
| Джерело: National Weather Service |                 |                 |                 |                 |                 |                 |                 |                 |                 |                 |                 |                 |                 |

## Демографія
Згідно з переписом 2010 року, у місті мешкало 1739 осіб у 679 домогосподарствах у складі 440 родин. Густота населення становила 295 осіб/км².  Було 781 помешкання (133/км²).
Расовий склад населення:
| - 87,9 % — білих - 1,4 % — азіатів - 0,6 % — корінних американців - 0,2 % — чорних або афроамериканців - 6,8 % — осіб інших рас |

До двох чи більше рас належало 3,0 %. Частка іспаномовних становила 24,3 % від усіх жителів.
За віковим діапазоном населення розподілялося таким чином: 26,4 % — особи молодші 18 років, 56,2 % — особи у віці 18—64 років, 17,4 % — особи у віці 65 років та старші. Медіана віку мешканця становила 40,4 року. На 100 осіб жіночої статі у місті припадало 91,7 чоловіків;  на 100 жінок у віці від 18 років та старших — 87,1 чоловіків також старших 18 років.
Середній дохід на одне домашнє господарство  становив 66 133 долари США (медіана — 41 272), а середній дохід на одну сім'ю — 75 597 доларів (медіана — 46 731). Медіана доходів становила 43 088 доларів для чоловіків та 27 159 доларів для жінок. За межею бідності перебувало 15,3 % осіб, у тому числі 24,2 % дітей у віці до 18 років та 4,3 % осіб у віці 65 років та старших.
Цивільне працевлаштоване населення становило 987 осіб. Основні галузі зайнятості: освіта, охорона здоров'я та соціальна допомога — 20,6 %, будівництво — 15,2 %, роздрібна торгівля — 12,6 %.